# 기어큐브

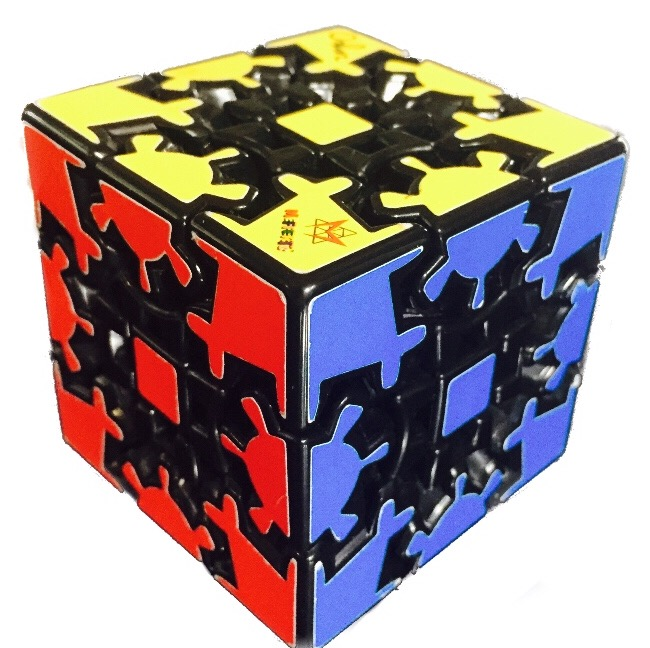

기어큐브(Gear Cube)는 큐브의 한 종류로 333큐브와 유사하나 톱니바퀴로 회전한다는 차이점이 있다.
브램 코언의 아이디어를 바탕으로 네덜란드 퍼즐 제작자 오스카 반 데벤테르(Oskar van Deventer)가 디자인하고 제작한 3D 조합 퍼즐이다. 2009년 셰이프웨이즈(Shapeways)에서 처음 생산되었으며 스피드큐브 중에 손가락이 기어 사이에 끼일 가능성이 있기 때문에 "Caution Cube"로 알려졌다. 이후 2010년에는 Meffert's에서 "기어큐브"(Gear Cube)라는 이름으로 양산되었다.
원래 루빅스 큐브와 비교하여 이 큐브는 완전한 기어 메커니즘을 사용한다. 한 회전을 완료하려면 6번의 180° 회전이 필요하므로 구불구불한 퍼즐이 완성된다. 기어큐브의 디자인은 메커니즘을 볼 수 있도록 모든 기어를 외부에 배치한다. 첫눈에는 꽤 무섭게 보이지만 원래의 루빅스 큐브보다 해결하기가 더 쉽다.
큐브를 풀 때 두 가지 목표가 있다. 첫 번째 목표는 뒤섞인 퍼즐을 원래의 입방체 상태로 되돌리는 것이다. 두 번째 목표는 각 면을 원래의 시작 색상으로 다시 배열하여 실제로 퍼즐을 푸는 것이다.

## 종류
- Gear Shift
- Skewb Shift
- Gear Egg
- Gear Cube Extreme
- Gear Cube Ultimate
- Even Less Gears Cube
- Gear Barrel
- Gear MasterMorphix
- Gear Pyraminx
- Gear Minx